# Бостан (Каракіянський район)
Боста́н (каз. Бостан) — село у складі Каракіянського району Мангистауської області Казахстану. Адміністративний центр Бостанського сільського округу.
Населення — 2028 осіб (2021; 1626 у 2009, 1114 у 1999, 734 у 1989).